# Wonderland Park
| Recensione           | Giudizio |
| -------------------- | -------- |
| AllMusic             |          |
| Entertainment Weekly | A-       |

Wonderland Park è il terzo e ultimo album del gruppo alternative rock statunitense Ednaswap, pubblicato il 18 agosto 1998 dalla Island Records, dopo la riorganizzazione dell'etichetta.

## Tracce
Testi e musiche di Scott Cutler e Anne Preven, tranne dove indicato.
1. Safety Net – 4:44
2. Back on the Sun – 4:14
3. Liquid Soul – 2:56 (Rusty Anderson/Paul Bushnell/Scott Cutler/Anne Preven)
4. 74 Willow – 4:25
5. Without Within – 4:10 (Rusty Anderson/Paul Bushnell/Scott Cutler/Anne Preven)
6. A Conversation – 3:40
7. Supernatural – 4:01
8. Trivial – 3:47
9. Flower – 4:28
10. 747 – 4:09
11. Invisible – 4:25

## Formazione
- Anne Preven – voce
- Scott Cutler – chitarra
- Rusty Anderson – chitarra
- Paul Bushnell – basso
- Scot Coogan – batteria